# الیوکایماه
ال-یوکایماه یک منطقهٔ مسکونی در یمن است که در استان حضرموت واقع شده‌است.